# Richard Crassot
Richard Crassot (* um 1530 in Lyon; † nach 1581) war ein französischer Kapellmeister und Komponist. Crassot wirkte in der Mitte des 16. Jahrhunderts als Komponist.

## Leben und Werk
Crassot war Hugenotte. Er schrieb eine vierstimmige Bearbeitung des Genfer Psalters. Hierin bevorzugte er den Kantionalsatz.
Crassot wirkte zwischen 1556 und 1560 als Kapellmeister in Troyes. Im März 1560 gab er dort, hochverschuldet, seine Stellung auf. 1564 ließ er sich in Lyon nieder. Hier wurde seine vierstimmige Vertonung des von Clément Marot und Théodore de Bèze übersetzten Genfer Psalters von Thomas de Straton veröffentlicht. Eine zweite Auflage wurde 1565 von Jean Hugetan herausgegeben.
Crassots Todesdaten sind nicht bekannt. 1566 lebte er noch in Lyon. 1581 erscheint sein Name letztmals in Dokumenten in Tours. Er war wahrscheinlich in vielen französischen Städten (eventuell auch in Genf) tätig. Seine Aufenthaltsorte konnten aber bis heute nicht genau nachgewiesen werden. Carl Dahlhaus gibt 1972 im Riemann Musiklexikon ein vermutlich deutlich zu früh datiertes Todesdatum zwischen dem 28. und 31. August 1572 in Lyon an. Die Nationalbibliothek Frankreichs geht heute von einem Todesdatum Richard Crassots nach 1581 aus.